# لجنة مونكتون

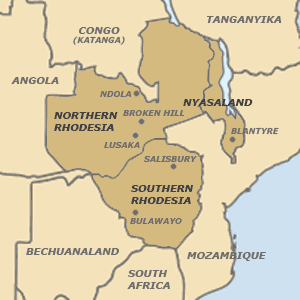
The three territories of the Federation of Rhodesia and Nyasaland

لجنة مونكتون، رسميا اللجنة الاستشارية لمراجعة دستور اتحاد روديسيا ونياسالاند، تم تشكيل من قبل الحكومة البريطانية برئاسة والتر مونكتون، فيكونت مونكتون من برينشلي، في عام 1960. وكان الغرض منه التحقيق وتقديم مقترحات لمستقبل اتحاد روديسيا ونياسالاند (أو اتحاد أفريقيا الوسطى)، المكونة من روديسيا الجنوبية وروديسيا الشمالية ونياسالاند - والتي تشكل اليوم زيمبابوي وزامبيا ومالاوي.

## الأعضاء
كان لدى اللجنة 20 عضوًا، تم تعيينهم ممثلين لست مجموعات ذات مصالح مختلفة
| ممثلو المملكة المتحدة - Lord Monckton (chairman) - Donald MacGillivray (vice-chairman) - Elspeth Huxley - Daniel Jack - R. H. W. Shepherd ممثلو الاتحاد - Hezekiah Habanyama - Albert Robinson - Victor Robinson - Robert Taylor ممثلو الكومنولث - دونالد كريغتون - Frank Menzies | ممثلو روديسيا الجنوبية - Hugh Beadle - Geoffrey Ellman-Brown - Simon Segola ممثلو روديسيا الشمالية - Woodrow Cross - لورنس كاتيلنغو - Wilfred McCleland ممثلو نياسالاند - Henry Chikuse - Edward Gondwe - Gerald Hadlow |